# تيم هاركنيس
تيم هاركنيس هو لاعب كرة قاعدة كندي، ولد في 23 ديسمبر 1937 في لا شين في كندا.

## وصلات خارجية
- تيم هاركنيس على موقعبيزبول رفرنس.كوم (الدوري الرئيسي) (الإنجليزية)